# Кирилов Михайло Миколайович
Кирилов Михайло Миколайович — радянський кінооператор. Заслужений діяч мистецтв РРФСР (1957). Лауреат двох  Сталінських премій II ступеня (1949, 1952).

## Життєпис
Народився 28 липня 1908 р. Закінчив операторський факультет Державного технікуму кінематографії (1928).
Працював кінооператором-постановником кіностудій «Міжрабпомфільм», «Союздетфільм» (пізніше — кіностудія ім. М. Горького), інших студій. 
Викладав у ВДІКу.
Автор низки винаходів для удосконалення операторської техніки.
Зняв понад тридцять кінокартин, в тому числі (у співавт. з О. Пищиковим) — фільм українського режисера І. Савченка «Третій удар» (1948, Державна премія СРСР, 1949).
Батько російського кінооператора А.М. Кирилова.
Помер 13 січня 1975 р. Похований в Москві на Вірменському кладовищі.

## Фільмографія
- «Криголам» (1931, у співавт.)
- «Околиця» (1933, у співавт.)
- «Повстання рибалок» (1934, у співавт. з П. Єрмоловим)
- «Біля самого синього моря» (1935)
- «Острів скарбів» (1937)
- «Поїзд йде в Москву» (1938)
- «Варя-капітан» (1939)
- «Юність командирів» (1939)
- «Сибіряки» (1940)
- «Випадок у вулкані» (1940, у співавт. з Л. Форестьє)
- «Клятва Тимура» (1942)
- Бойова кінозбірка «Юні партизани»: «Вчителька Карташова» (1942)
- «Кощій Безсмертний» (1944)
- «Велике життя» (1946, 2-га серія)
- «Яблучко» (1946)
- «Третій удар» (1948, у співавт., Київська кіностудія)
- «Донецькі шахтарі» (1950)
- «Варвари. Сцени в повітовому місті» (1953, фільм-спектакль)
- «Герої Шипки» (1954)
- «Княжна Мері» (1955)
- «Різні долі» (1956)
- «Олеко Дундич» (1958)
- «10000 хлопчиків» (1961, у співавт. з О. Хвостовим)
- «Два життя» (1961)
- «Я купив тата» (1962)
- «Вірте мені, люди» (1964)
- «Мандрівник з багажем» (1966)
- «„Я вас кохав…“» (1967)
- «Нейтральні води» (1968)
- «Листи додому» (1970)
- «Пригоди жовтої валізки» (1970)
- «Офіцери» (1971)
- «Таланти і шанувальники» (1973)
- «Це ми не проходили...» (1975)